# Josef Pallauf
Josef Pallauf (* 28. November 1939 in Neubeuern am Inn) ist ein deutscher Agrarwissenschaftler und Tierernährer und emeritierter Ordinarius für Tierernährung und Ernährungsphysiologie der Justus-Liebig-Universität Gießen.

## Leben
Der Sohn eines Landwirts Josef Pallauf studierte Agrarwissenschaften an der TU München und schloss das Studium 1964 mit dem Diplom ab. Nach der Referendarsausbildung für den höheren landwirtschaftlichen Staatsdienst in Bayern und der Tierzuchtleiterprüfung wurde er 1966 wissenschaftlicher Assistent bei Manfred Kirchgeßner und promovierte 1971 in München. Darauf folgte die Habilitation nach mehrmonatigem Auslandsaufenthalt am Departement of Biochemistry der University of Wisconsin in Madison.
1975 nahm er einen Ruf auf eine Professur für Tierernährung an der Justus-Liebig-Universität Gießen an und leitete das Institut bis zu seinem Ruhestand 2009 unter Ablehnung von Rufen nach München-Weihenstephan, Stuttgart-Hohenheim und Göttingen.
Josef Pallauf ist verheiratet und hat vier Kinder.

## Forschungsschwerpunkte
Pallauf forschte mit Schwerpunkt auf den Gebieten Ernährungsphysiologie, Tierernährung, Spurenelemente und Enzyme als Futterzusatzstoffe.

## Preise und Auszeichnungen
1998 erhielt Josef Pallauf die Sprengel-Liebig-Medaille der VDLUFA und 1999 den Hauptpreis der Henneberg-Lehmann-Stiftung der Universität Göttingen.

## Publikationen
Josef Pallauf ist Autor und Mitautor von über 370 wissenschaftlichen Publikationen.